# Rontalon
Rontalon est une commune française, située dans le département du Rhône en région Auvergne-Rhône-Alpes.

## Géographie

### Localisation

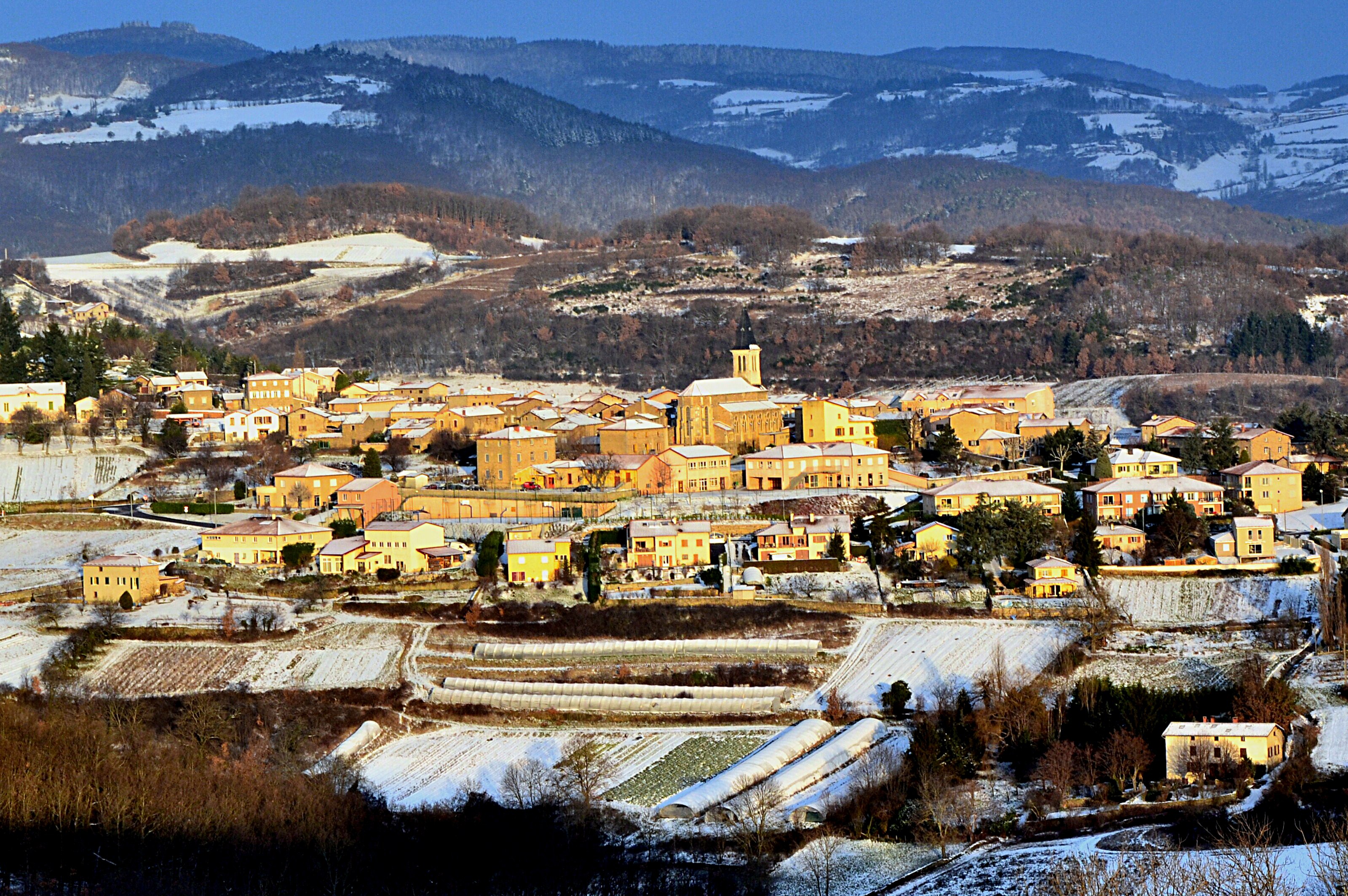
Panorama hivernal de Rontalon.

Située aux portes des Monts du Lyonnais, la commune se situe à environ 25 kilomètres par la route, au sud-ouest du centre de Lyon,.
Au début du siècle dernier (1890-1905), on situe néanmoins la commune comme « dans les Monts du Lyonnais, au-dessus du ravin du Garon naissant ».
Rontalon fait partie des seize communes  de la communauté de communes du Pays mornantais.
| - OpenStreetMap Limite communale |

### Communes limitrophes

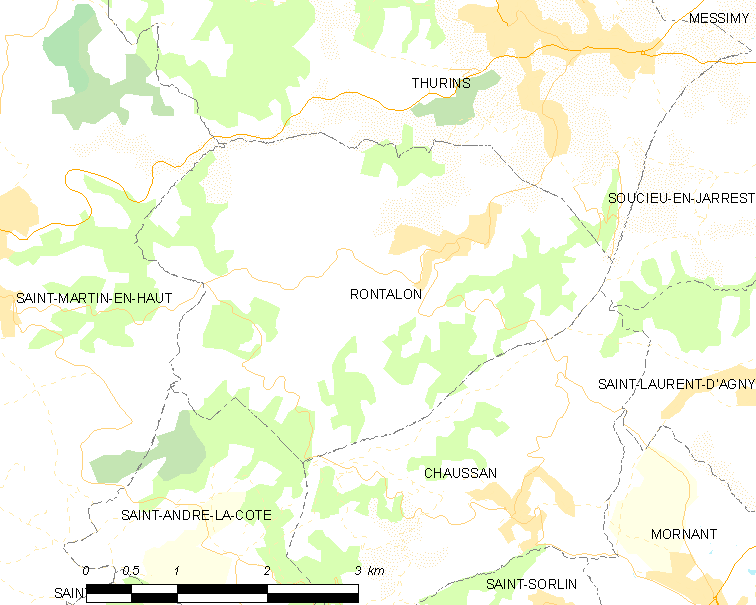
Carte des communes limitrophes de Rontalon.

|                      | Thurins  | Soucieu-en-Jarrest |
| Saint-Martin-en-Haut | Rontalon |                    |
| Saint-André-la-Côte  |          | Chaussan           |

### Géologie et relief
La superficie de la commune est de 1 267 hectares ; son altitude varie entre 377 et 820 mètres (495 mètres place de l'église).
Le territoire de Rontalon est organisé autour de deux vallées : les vallées de l’Artilla et du Cartelier, séparées par un éperon rocheux sur lequel se situe le bourg. Il forme un espace de transition entre les hauts sommets des monts du Lyonnais à l’ouest et le plateau de Soucieu à l’est.
Quatre zones sont propices à des risques de mouvements de terrain par retrait ou gonflement d’argile (Le Rantonnet, Le Giraudier, Le Niguet, Tiremanteau / Les Pernières).
La commune est classée en zone de sismicité 2, correspondant à une sismicité faible.

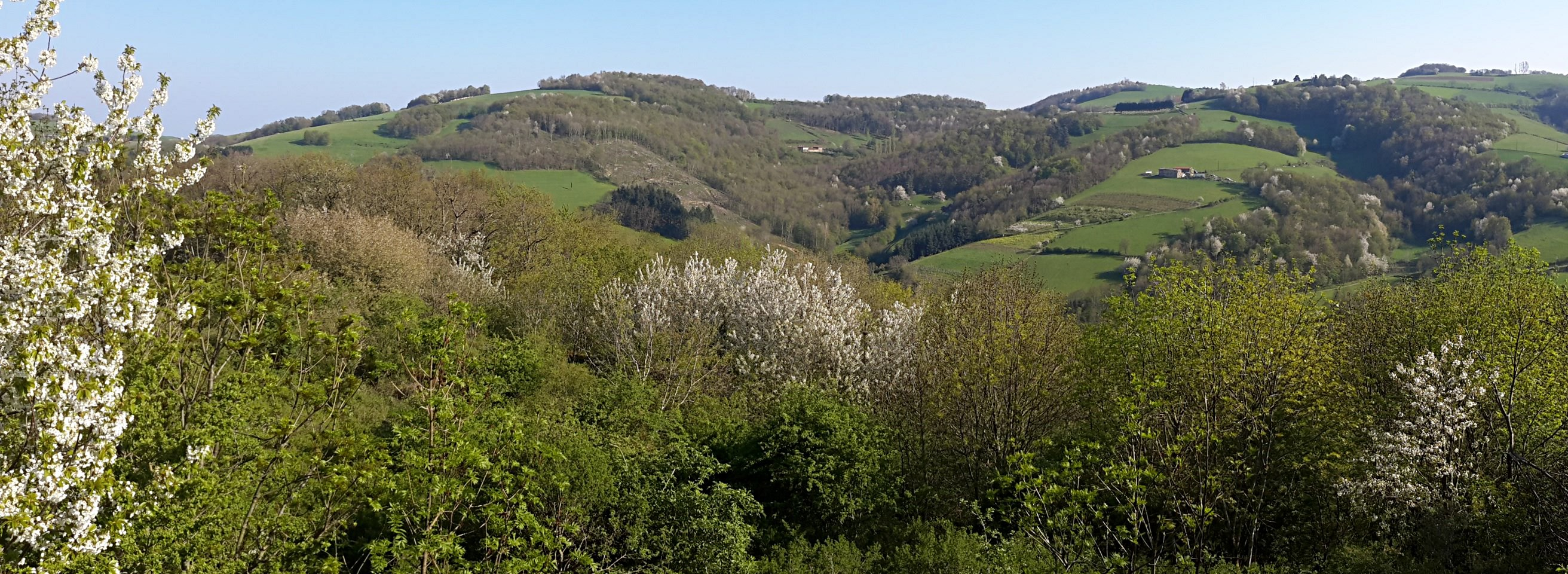
Vue vers Les Ravières depuis le haut des Grandes Bruyères.

### Hydrographie

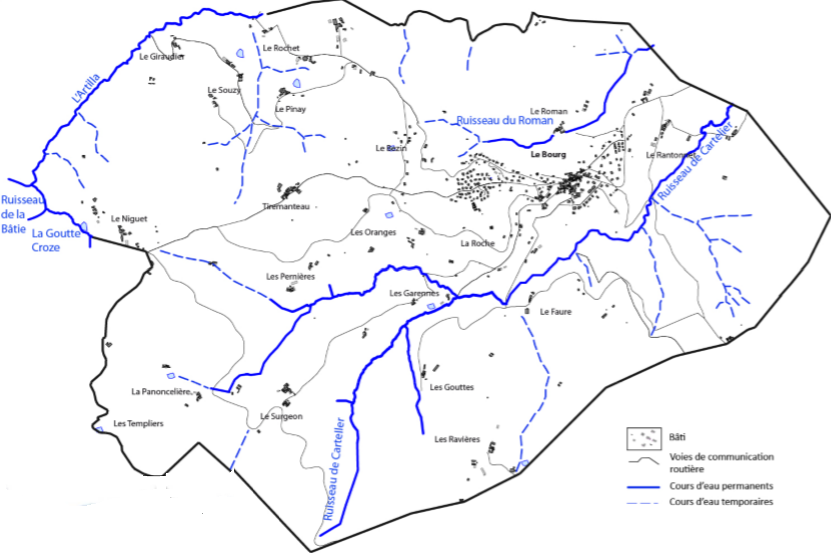
Hydrographie de Rontalon

Le système hydrographique de la commune se compose de quatre cours d'eau référencés :
- le ruisseau de l’Artilla, long de 7,42 km[7], affluent du Garon, suit la limite de la commune au nord-ouest de la Croix-Forest et longe la D 311 au nord du bois du Grand Bacha ; 
  - le ruisseau de la Bâtie, long de 1,64 km[8], qui conflue avec l’Artilla ;
- le ruisseau de Cartellier ou ruisseau de Rontalon, long de 6,51 km[9], affluent du Garon[10], prend sa source près de la D 34 à Saint-Genoux et traverse la commune dans l’axe sud-ouest /nord-est ;
- le ruisseau de Roman prend sa source dans le secteur du Bezin et remonte également vers le nord-est[5].

### Climat
Pour des articles plus généraux, voir Climat d'Auvergne-Rhône-Alpes et Climat du Rhône.
En 2010, le climat de la commune est de type climat océanique dégradé des plaines du Centre et du Nord, selon une étude du Centre national de la recherche scientifique s'appuyant sur une série de données couvrant la période 1971-2000. En 2020, Météo-France publie une typologie des climats de la France métropolitaine dans laquelle la commune est exposée à un climat de montagne ou de marges de montagne et est dans la région climatique  Nord-est du Massif Central, caractérisée par une pluviométrie annuelle de 800 à 1 200 mm, bien répartie dans l’année. 
Pour la période 1971-2000, la température annuelle moyenne est de 11,3 °C, avec une amplitude thermique annuelle de 17,6 °C. Le cumul annuel moyen de précipitations est de 869 mm, avec 9,5 jours de précipitations en janvier et 6,6 jours en juillet. Pour la période 1991-2020, la température moyenne annuelle observée sur la station météorologique de Météo-France la plus proche, « Mornant », sur la commune de Mornant à 6 km à vol d'oiseau, est de 12,1 °C et le cumul annuel moyen de précipitations est de 758,5 mm,. Pour l'avenir, les paramètres climatiques de la commune estimés pour 2050 selon différents scénarios d'émission de gaz à effet de serre sont consultables sur un site dédié publié par Météo-France en novembre 2022.

## Urbanisme

### Typologie
Au 1er janvier 2024, Rontalon est catégorisée bourg rural, selon la nouvelle grille communale de densité à sept niveaux définie par l'Insee en 2022.
Elle est située hors unité urbaine. Par ailleurs la commune fait partie de l'aire d'attraction de Lyon, dont elle est une commune de la couronne,. Cette aire, qui regroupe 397 communes, est catégorisée dans les aires de 700 000 habitants ou plus (hors Paris),.

### Occupation des sols
L'occupation des sols de la commune, telle qu'elle ressort de la base de données européenne d’occupation biophysique des sols Corine Land Cover (CLC), est marquée par l'importance des territoires agricoles (73 % en 2018), une proportion sensiblement équivalente à celle de 1990 (73,3 %). La répartition détaillée en 2018 est la suivante : 
prairies (36 %), zones agricoles hétérogènes (33,9 %), forêts (24 %), cultures permanentes (3,1 %), zones urbanisées (3 %). L'évolution de l’occupation des sols de la commune et de ses infrastructures peut être observée sur les différentes représentations cartographiques du territoire : la carte de Cassini (XVIIIe siècle), la carte d'état-major (1820-1866) et les cartes ou photos aériennes de l'IGN pour la période actuelle (1950 à aujourd'hui).

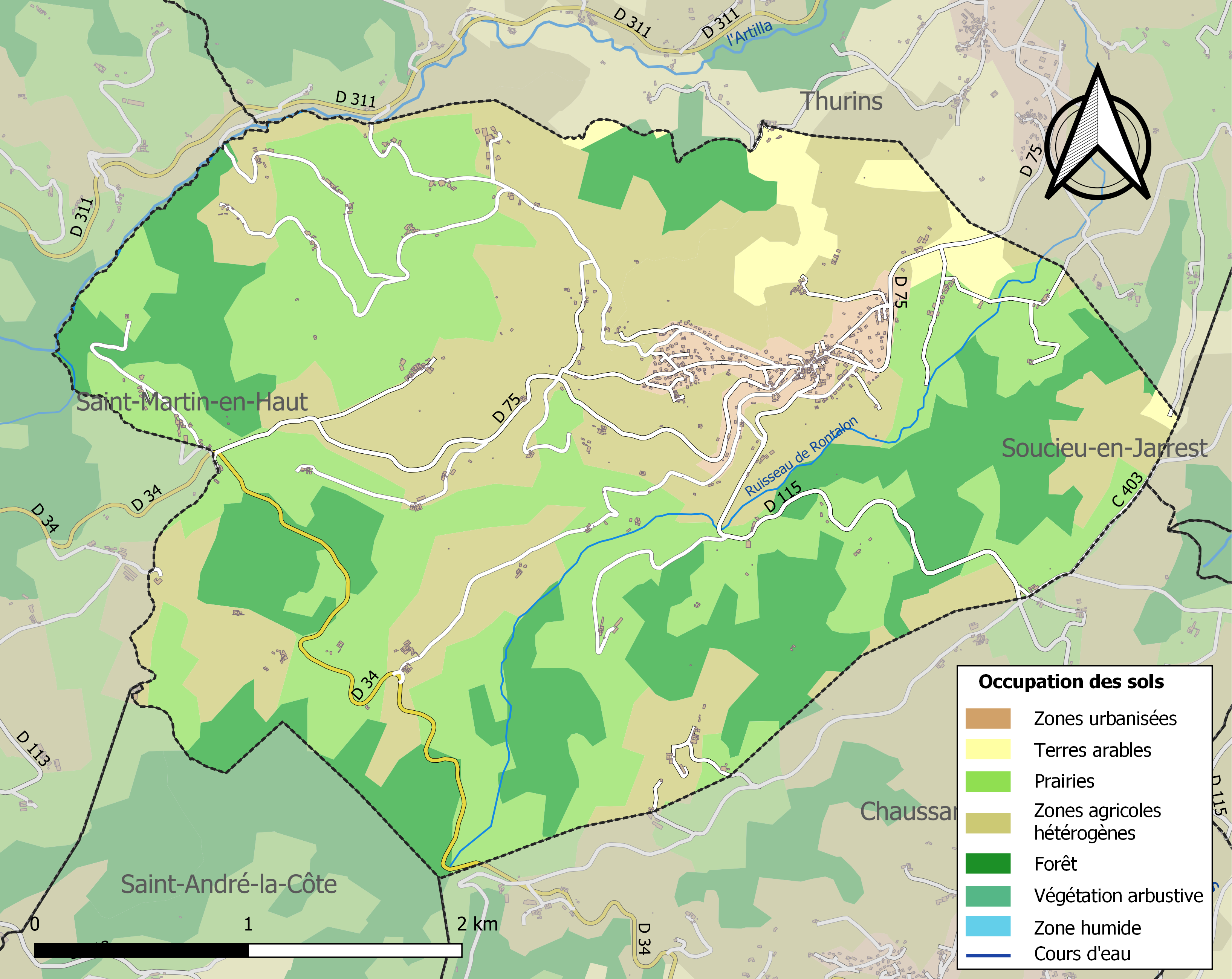
Carte des infrastructures et de l'occupation des sols de la commune en 2018 (CLC).

### Lieux-dits et écarts

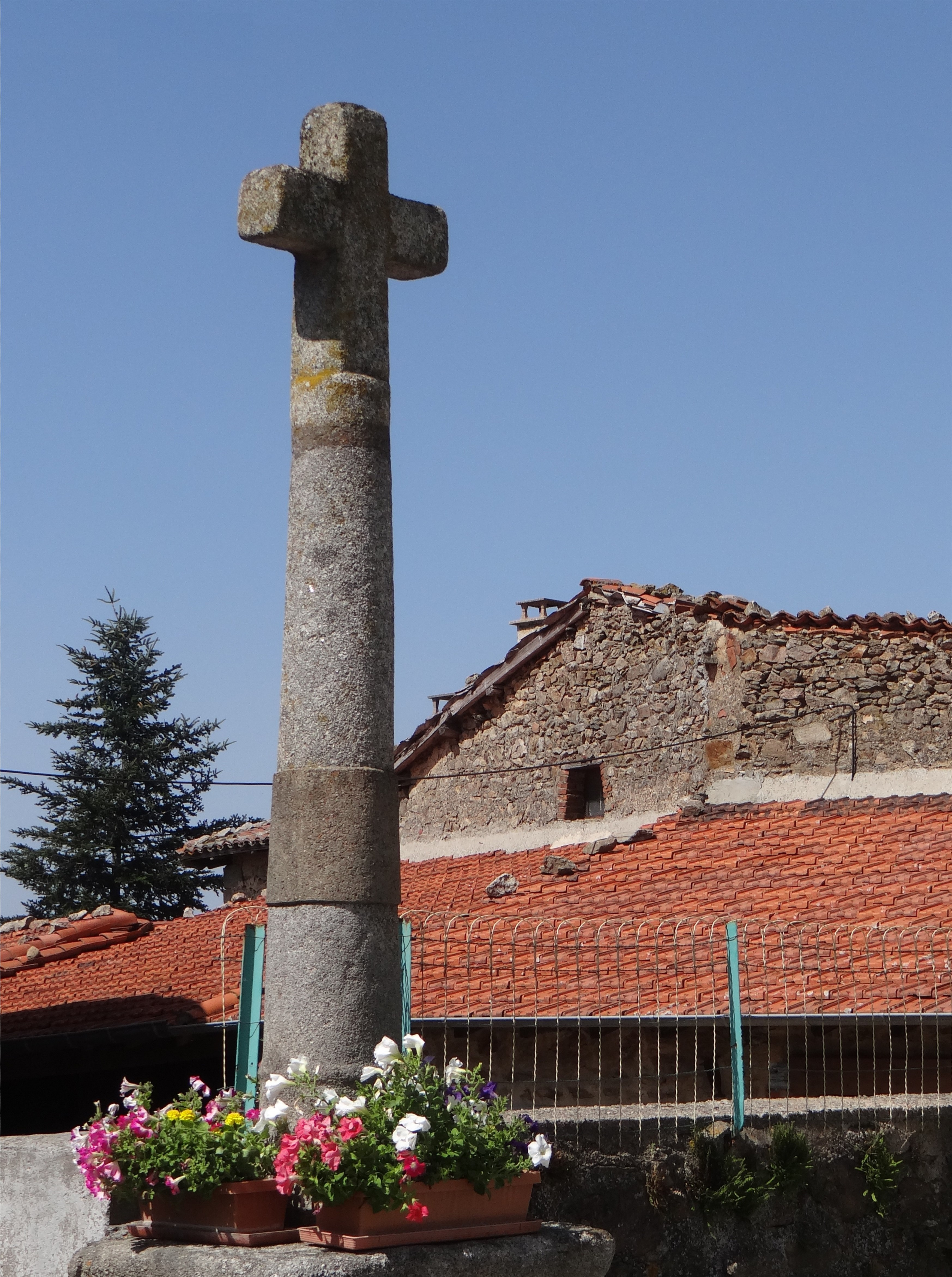
La croix de Tiremanteau.

La commune compte  74 lieux-dits administratifs
 répertoriés dont les plus importants sont : 
- Tiremanteau ;
- les Grandes Bruyères, les Ravières ;
- le Surgeon, le Roman, le Rantonnet, le Villard, le Niguet.

### Logement
En 2009, le nombre total de logements dans la commune était de 468, alors qu'il était de 375 en 1999.
Parmi ces logements, 89,0 % étaient des résidences principales, 6,9 % des résidences secondaires et 4,0 % des logements vacants. Ces logements étaient pour 79,3 % d'entre eux des maisons individuelles et pour 20,0 % des appartements.
La proportion des résidences principales, propriétés de leurs occupants était de 69,9 %, en hausse sensible par rapport à 1999 (64,0 %). La part de logements HLM loués vides (logements sociaux) était en diminution : 5,8 % contre 6,9 % en 1999.
On constate une augmentation du rythme de construction depuis 1982, avec une estimation en 2011 de 479 logements. La diversité du parc immobilier s’accentue depuis 2006 avec une majorité composée de maisons (79 %) mais aussi des petits logements relativement présents (13 %). Depuis 1968, on observe une augmentation constante des résidences principales au détriment des résidences secondaires.

### Projets d'aménagements
Pour la période 2006‐2020, le schéma de cohérence territoriale (SCOT) de L’Ouest Lyonnais a fixé comme objectifs à la commune de Rontalon : 125 nouveaux habitants, 108 logements au maximum et un développement organisé autour du concept de « village densifié ».

### Voies de communication et transports

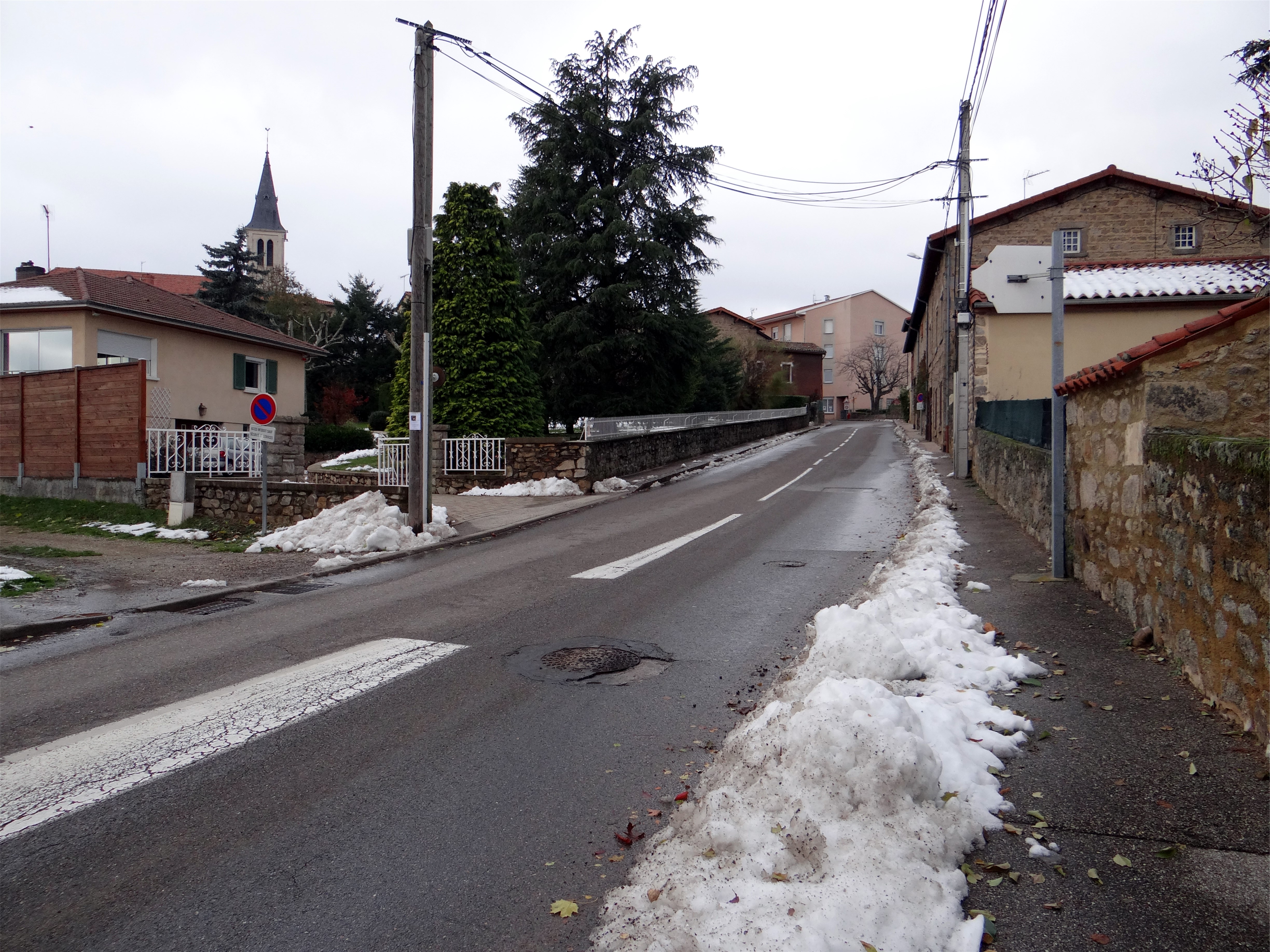
Route de Thurins (D 75).

On accède  à Rontalon, soit par la route départementale 75, de Saint-Martin-en-Haut au nord ou de Thurins au sud, soit par la route départementale 115 venant de Mornant à l’ouest.
Il n’existe qu'une seule ligne de transport en commun dans la commune. Il s'agit de la ligne 166 des cars du Rhône assurant la jonction avec la ligne 2EX située à Thurins. Elle est en service du lundi au vendredi le matin et le soir.

## Toponymie
L’origine du nom de la commune reste inconnue. On peut toutefois trouver une explication dans le patois local avec les termes rantal signifiant petite pente ou talon désignant un éperon ou une arête montagneuse. Au cours de la Révolution française, la commune porte provisoirement le nom de Rontalon-l'Union. Le nom de Rontalon sera rétabli en 1793.
Ses habitants sont appelés Rontalonnais, surnommés les Alanqués qui signifie Les Penchés, appellation dont l'origine probable est dans la forte déclivité de 443 mètres de la commune.
Une publication locale existe sous le nom Le P’tit Alanqué, ainsi qu’une maison communale, 14 place de l’Église.

## Histoire

### De l’Antiquité au Moyen Âge
Rontalon était autrefois traversée par une voie romaine (ou un embranchement) reliant Lyon à Montbrison et servant de route militaire.

### Du Moyen Âge à la Révolution
Rontalon (Rantalon) devrait son origine à des bénédictins qui y fondèrent une communauté au IXe siècle ou Xe siècle, pour son lieu solitaire et boisé, propice à la méditation.
Après le défrichement des lieux, ils constatèrent la qualité exceptionnelle des fruits et des légumes recueillis sur ces terres.
Les habitants transportèrent ce maraîchage à Lyon, qui bientôt leur délivra une place de vente, désignée sous le nom de Port Rontalon, sur les bords de la Saône, près du quai des Célestins. En 1574, ce lieu prit le nom de Port Royal après le passage du roi Henri III qui s'y était embarqué pour traverser la Saône.
Le domaine des moines fut sécularisé en 1100 et acquis par une des branches de la famille de Damas.
En 1148, une petite église fut construite sur l’emplacement de l’église actuelle.
La seigneurie fut donnée en fief en 1252, à Jourdain Ruffier.
Sa nièce Eliotte Ruffier, sans enfant, testa en 1396, en faveur de ses neveux Guillaume et Pierre de Mondor dit Pillet, ce dernier écuyer dans la compagnie d'armes du sire de Beaujeu. Guillaume décédant avant sa tante, c'est Pierre qui hérita des terres de Rontalon. Cette très ancienne famille prétendait descendre de Roland – selon la légende – neveu de Charlemagne.
Le 19 février 1422, Ennemond de Syrieu (ou Sirieu) dit Le Jeune, acquiert le château de Rontalon en échange du Port de Vimy, aujourd’hui Neuville-sur-Saône, puis il le revend le 2 juillet 1429 à un drapier de Lyon, Bernard de Varey.
Le 9 juillet 1518, Gaspard de Varey son fils, vend la seigneurie à Étienne Balarin de Foudras.
En 1624, une épidémie de peste ravagea la contrée et notamment le hameau de Tiremanteau (à l’ouest du quartier actuel des Grandes Bruyères). Rontalon ayant été protégé, la chapelle Saint-Roch fut édifiée en signe de reconnaissance. Aujourd’hui détruite, elle fut reconstruite en 1903.
En 1780, la seigneurie appartenait à Arthaud de la Feuillade.

### Époque contemporaine

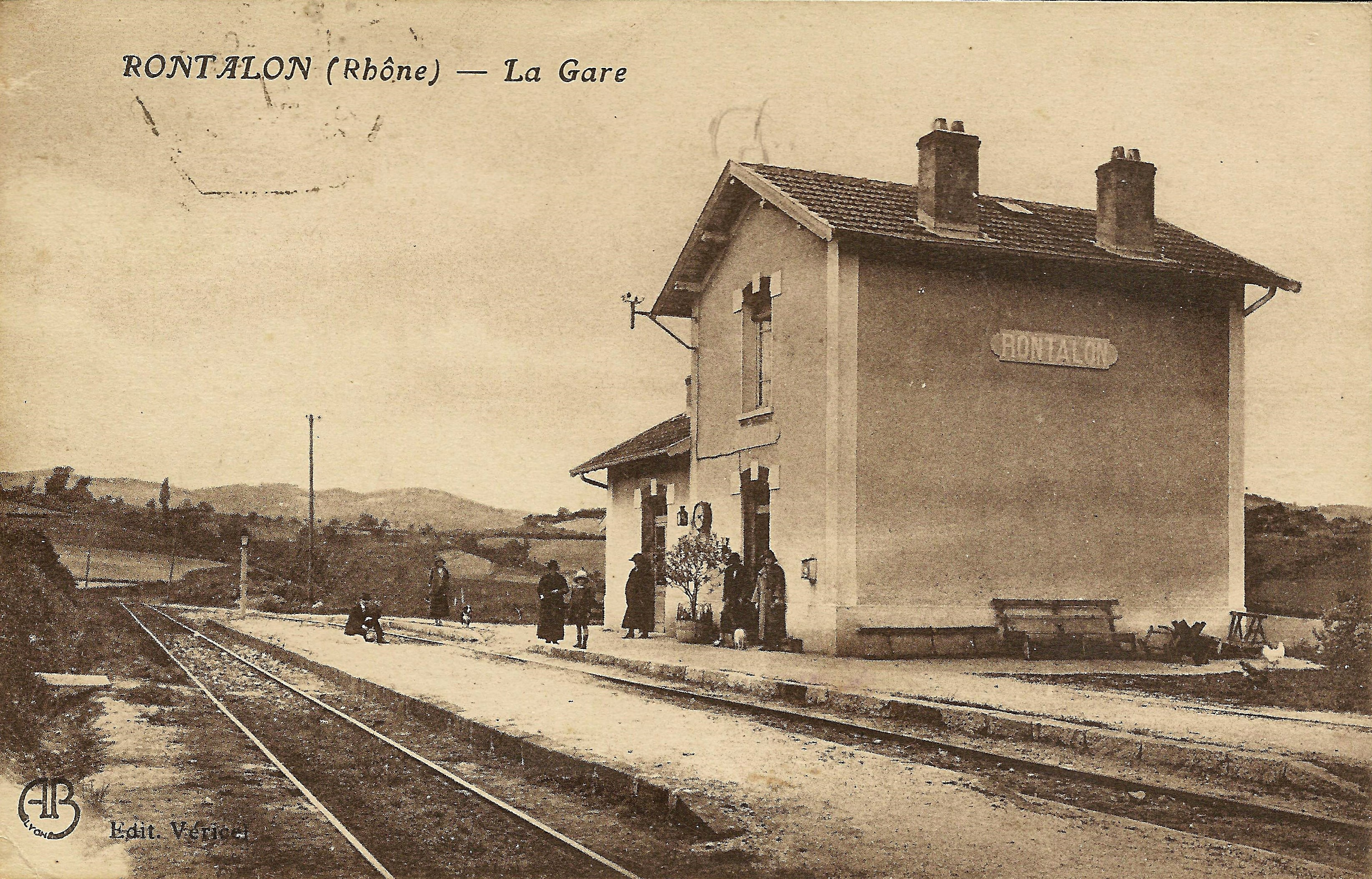
Ancienne gare de la ligne Messimy - Saint-Symphorien-sur-Coise.

En 1914, la Compagnie des Chemins de fer départementaux de Rhône et Loire (CRL) ouvre une ligne de 31,1 kilomètres, reliant Messimy à Saint-Symphorien-sur-Coise.
Trois trains par jour dans les deux sens joignent ces deux villes, avec des arrêts à Thurins, La Burlière, Rontalon (la gare aujourd'hui disparue était à environ 500 mètres du centre du bourg), La Croix Forrest, Saint-Martin-en-Haut et Larajasse-Nézel. 

À cette date, une ligne de tramway (OTL) reliant Messimy à Lyon-Saint-Just existant déjà, Rontalon se trouve à 1 heure 30 de la grande cité rhodanienne, mais, en 1933, la ligne de chemin de fer cesse son activité.

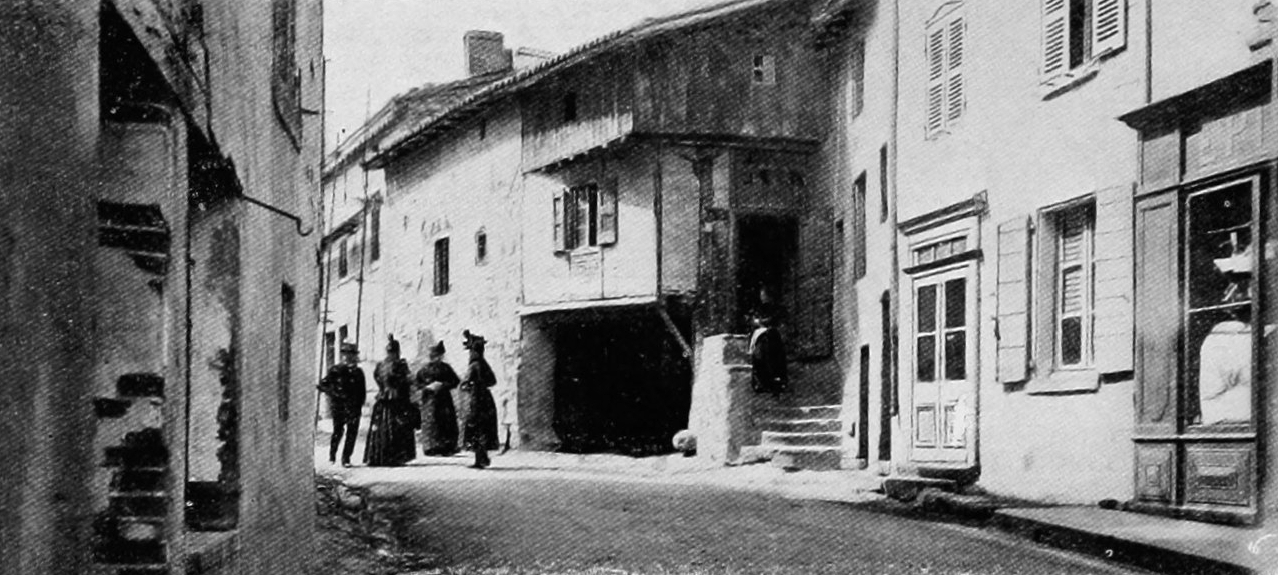
Vieilles maisons du centre du bourg en 1901/1902.

## Politique et administration

### Élections nationales
Élections présidentielles, résultats des deuxièmes tours :
- Élection présidentielle de 2002[33]: 76,76 % pour Jacques Chirac (RPR), 23,24 % pour Jean-Marie Le Pen (FN), 84,62 % de participation ;
- Élection présidentielle de 2007[34]: 69,56 % pour Nicolas Sarkozy (UMP), 30,44 % pour Ségolène Royal (PS), 89,87 % de participation ;
- Élection présidentielle de 2012[35]: 32,64 % pour François Hollande (PS), 67,36 % pour Nicolas Sarkozy (UMP), 86,19 % de participation ;
- Élection présidentielle de 2017[36]: 59,48 % pour Emmanuel Macron (LREM), 40,52 % pour Marine Le Pen (FN), 80,09 % de participation.

### Élections municipales
Lors du scrutin de 2008, il y a eu un seul tour de scrutin (quinze élus au premier tour). Le taux de participation a été de 72,08 %.
Lors du scrutin de 2014, il y a eu un seul tour de scrutin (quinze élus au premier tour). Le taux de participation a été de 58,25 %.
De par sa taille, la commune dispose d'un conseil municipal de 15 membres (le maire, 4 adjoints au maire et 10 conseillers).

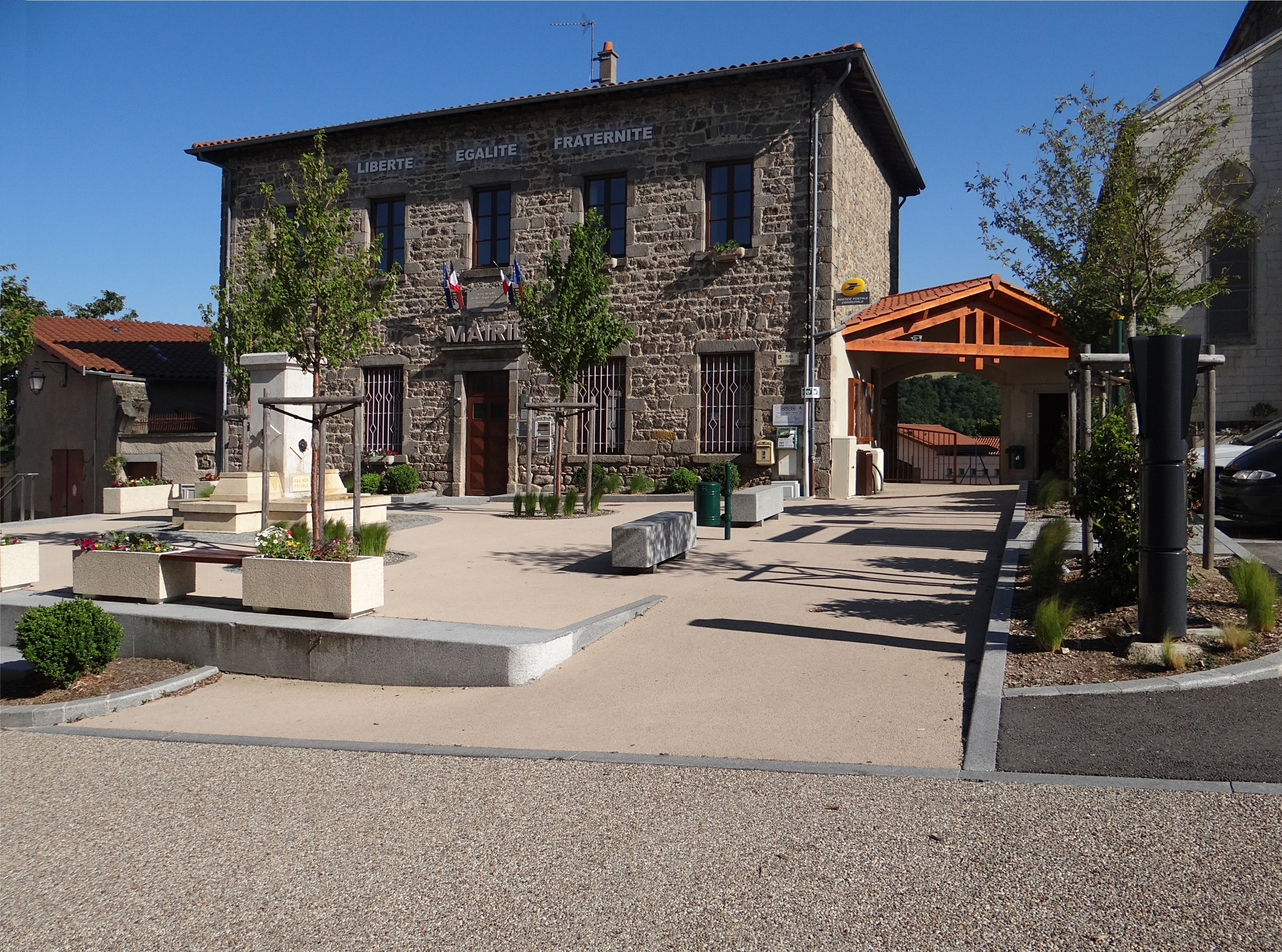
La mairie.

### Liste des maires
| Période                                  | Période  | Identité          | Étiquette | Qualité |
| ---------------------------------------- | -------- | ----------------- | --------- | ------- |
| Les données manquantes sont à compléter. |          |                   |           |         |
| 1983                                     | 2008     | Jean-Claude Buyer |           |         |
| 2008                                     | En cours | Christian Fromont |           |         |

### Jumelages
Au 26 octobre 2013, Rontalon n'est jumelée avec aucune commune.

## Équipements et services publics

### Enseignement
Rontalon dispose d’une école primaire publique comprenant une section maternelle et une école élémentaire, située dans le centre du bourg (entrée place de l’Église).
Cet établissement public, inscrit sous le code 0691364H, comprend 129 élèves (chiffre 2013 de l'Éducation nationale), et dispose d’un restaurant scolaire et d’une garderie périscolaire.
La commune dépend de l'académie de Lyon et l'école primaire dépend de l'inspection académique du Rhône.
Pour le calendrier des vacances scolaires, Rontalon est en zone A.

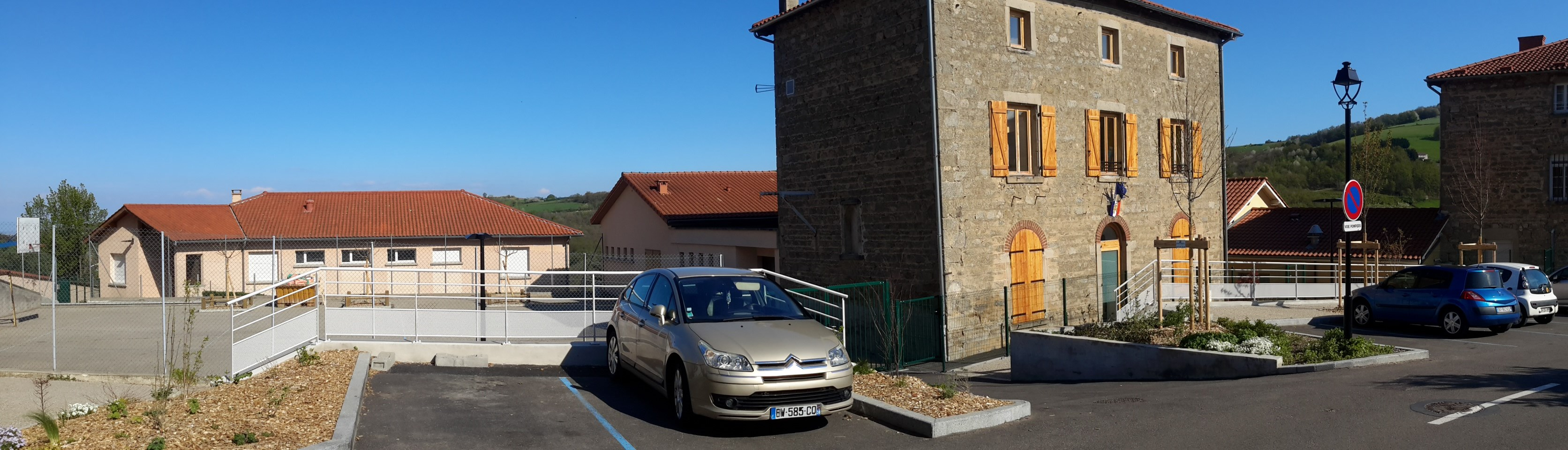
École maternelle et primaire.

### Santé
- La commune dispose d'un ostéopathe et d'une psychologue et d'un médecin généraliste[39].
- Autres professionnels de santé et pharmacies les plus proches à Saint-Martin-en-Haut (7,4 km) et (Thurins 4,3 km).
- Centre hospitalier Lyon-Sud : 69495 Pierre-Bénite à 23 km.

## Population et société

### Démographie
L'évolution du nombre d'habitants est connue à travers les recensements de la population effectués dans la commune depuis 1793. Pour les communes de moins de 10 000 habitants, une enquête de recensement portant sur toute la population est réalisée tous les cinq ans, les populations de référence des années intermédiaires étant quant à elles estimées par interpolation ou extrapolation. Pour la commune, le premier recensement exhaustif entrant dans le cadre du nouveau dispositif a été réalisé en 2007.

En 2022, la commune comptait 1 167 habitants, en évolution de −0,77 % par rapport à 2016 (Rhône : +3,93 %, France hors Mayotte : +2,11 %).
| 1793 | 1800 | 1806 | 1821 | 1831 | 1836 | 1841 | 1846 | 1851 |
| ---- | ---- | ---- | ---- | ---- | ---- | ---- | ---- | ---- |
| 600  | 461  | 599  | 684  | 651  | 651  | 671  | 872  | 913  |

| 1856 | 1861 | 1866 | 1872 | 1876 | 1881 | 1886 | 1891 | 1896 |
| ---- | ---- | ---- | ---- | ---- | ---- | ---- | ---- | ---- |
| 950  | 901  | 820  | 768  | 740  | 713  | 763  | 807  | 802  |

| 1901 | 1906 | 1911 | 1921 | 1926 | 1931 | 1936 | 1946 | 1954 |
| ---- | ---- | ---- | ---- | ---- | ---- | ---- | ---- | ---- |
| 750  | 671  | 644  | 581  | 597  | 614  | 603  | 659  | 602  |

| 1962 | 1968 | 1975 | 1982 | 1990 | 1999 | 2006  | 2007  | 2012  |
| ---- | ---- | ---- | ---- | ---- | ---- | ----- | ----- | ----- |
| 593  | 599  | 635  | 641  | 717  | 896  | 1 054 | 1 077 | 1 179 |

| 2017  | 2022  | - | - | - | - | - | - | - |
| ----- | ----- | - | - | - | - | - | - | - |
| 1 162 | 1 167 | - | - | - | - | - | - | - |

Malgré la diminution de la tranche d'âges 15/29 ans, qui quittent Rontalon pour leurs études, la population reste assez jeune avec 42 % de moins de 30 ans. Les personnes âgées désertent également la commune par manque d’équipements adaptés.
En 2008, la structure familiale des ménages s'établit comme suit : couples avec enfants 44 %, couples sans enfant 27 %, ménages d'une personne 20 %, familles monoparentales 6 %, autres ménages sans famille 3%.

### Manifestations culturelles et festivités
Grâce au dynamisme du Comité d’animation, Rontalon propose tout au long de l’année des activités variées ludiques, culturelles et sportives.
- Vide grenier-brocante : début juin, place du village.
- Fête de la musique : 21 juin, place du village.
- Vogue (fête foraine) : mi-septembre.
- Fête des Lumières : 8 décembre, place du village.
- Brocante aux jouets : début novembre, salle des fêtes.

### Sports (équipements)
- Plateau sportif, derrière l’école, route  de Fondrieu.
- Terrain de sports, Espace de Loisirs des Grandes Bruyères.
- Jeux de boules, route de Mornant et Hautes Bruyères.
- Salle d'activité de la Flache, impasse de la Flache.

### Cultes
Le territoire de la commune dépend de la paroisse catholique Saint-Vincent-en-Lyonnais qui couvre huit communes et dispose d'un lieu de culte dans la commune : l'église Saint-Romain.
Le lieu de culte orthodoxe le plus proche est l'église Saint-Just à Lyon.
Le lieu de culte protestant le plus proche est celui de l'Église protestante évangélique à Brignais à 19 km.
Le lieu de culte israélite le plus proche est la synagogue d'Oullins à 20 km.
Le lieu de culte musulman le plus proche est la salle de prières située à Brignais à 19 km.

## Économie

### Revenus de la population et fiscalité
En 2010, le revenu fiscal médian par ménage était de 33 896 €, ce qui plaçait Rontalon au 7 947e rang parmi les 31 525 communes de plus de 39 ménages en métropole.
En 2009, les foyers fiscaux imposables représentaient 56,8 % de l'ensemble des foyers fiscaux.

### Emploi
En 2009, la population âgée de 15 à 64 ans s'élevait à 741 personnes, parmi lesquelles on comptait 78,4 % d'actifs dont 75,1 % ayant un emploi et 3,3 % de chômeurs.
On comptait 148 emplois dans la zone d'emploi, contre 162 en 1999. Le nombre d'actifs ayant un emploi résidant dans la zone d'emploi étant de 558, l'indicateur de concentration d'emploi est de 26,6 %, ce qui signifie que la zone d'emploi offre seulement un emploi pour quatre habitants actifs.
La répartition de la population active selon les catégories socioprofessionnelles s'établit comme suit : ouvriers 25 %, employés 25 %, professions intermédiaires 18 %, agriculteurs exploitants 14 %, artisans, commerçants, chefs d'entreprise 9 %, cadres et professions intellectuelles supérieures 9%.

### Entreprises et commerces
Au 31 décembre 2010, Rontalon comptait 111 établissements : 52 dans l’agriculture-sylviculture-pêche, 5 dans l'industrie, 10 dans la construction, 40 dans le commerce-transports-services divers et 4 étaient relatifs au secteur administratif.

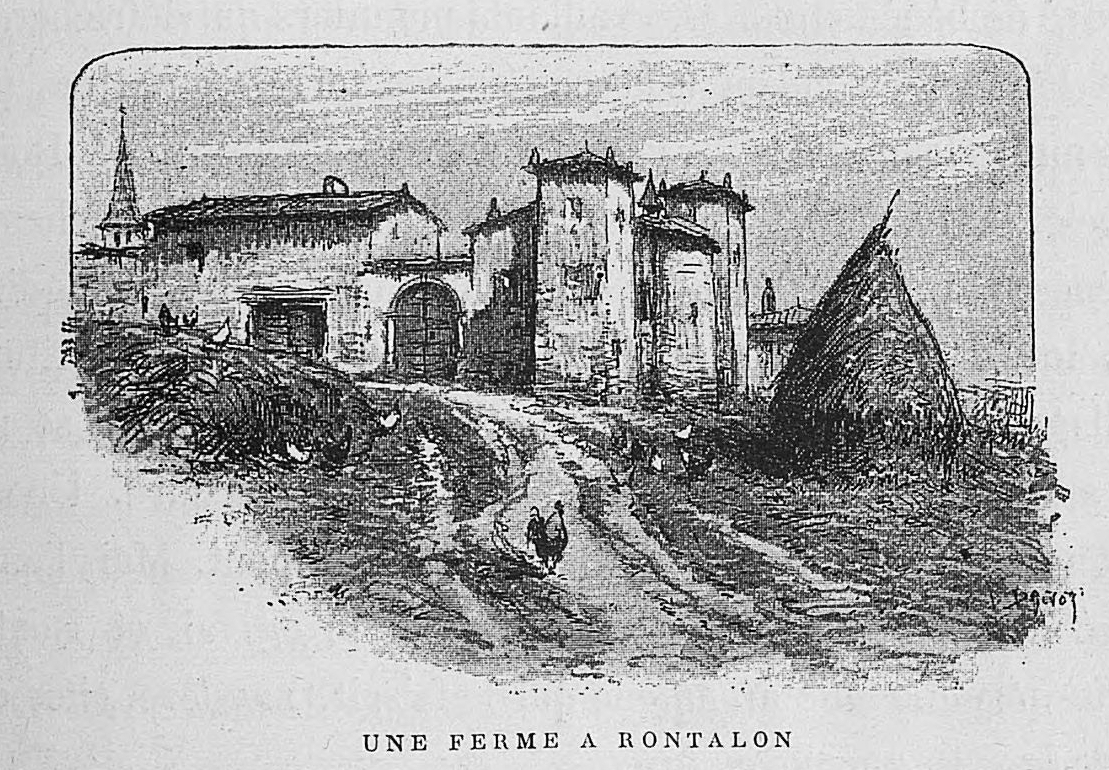
Une ferme à Rontalon illustrée par Joannès Drevet (1854–1940).

En 2011, six entreprises ont été créées à Rontalon, dont trois par des autoentrepreneurs.
L’agriculture est la principale activité économique de la commune avec 40 exploitations en 2012 (les agriculteurs et exploitants agricoles représentaient 14 % de la population en 2008).
Au début du XXe siècle , la vigne représentait 100 hectares pour une surface communale cultivée d’environ 1 150 hectares. Le vin était qualifié de « tendre et de bonne qualité ».
Aujourd’hui, Rontalon n’est plus tournée vers l’activité viticole. Elle ne fait d’ailleurs pas partie de l’aire d’appellation du vignoble des Coteaux-du-lyonnais. La surface agricole communale utilisée ne représente plus qu’environ 667 hectares, orientée vers les céréales, les estives et prairies, les légumes et vergers.

## Culture locale et patrimoine

### Monuments et lieux touristiques

#### Monuments et lieux remarquables
La commune ne compte pas de monument répertorié à l'inventaire des monuments historiques ou à l'inventaire général du patrimoine culturel.
Par ailleurs, elle compte un objet répertorié à l'inventaire des monuments historiques et aucun objet répertorié à l'inventaire général du patrimoine culturel : il s'agit de la cloche datant de 1494, dite Cloche des Templiers dans le clocher de l'église Saint-Romain, classée depuis le 14 avril 1904

#### Autres lieux et monuments
- L'église de style néo-gothique, dédiée à saint Romain date de 1870.
- La chapelle Saint-Roch, construite en 1903, dont la façade est surmontée d'une statue de la Vierge.
- Les 26 croix en fer forgé et/ou en pierre réparties sur toute la commune[39].
- Les restes de l’ancien château de Rontalon.
- Le château de la Roche.
- La ferme du Roman.
- Quatre sites archéologiques (le Rochet, le Bezin, le Bourg et les Templiers)[5].

Par ailleurs, le musée Paul-Buyer retrace l'histoire de la machine agricole, du valus gaulois à la moissonneuse-batteuse.

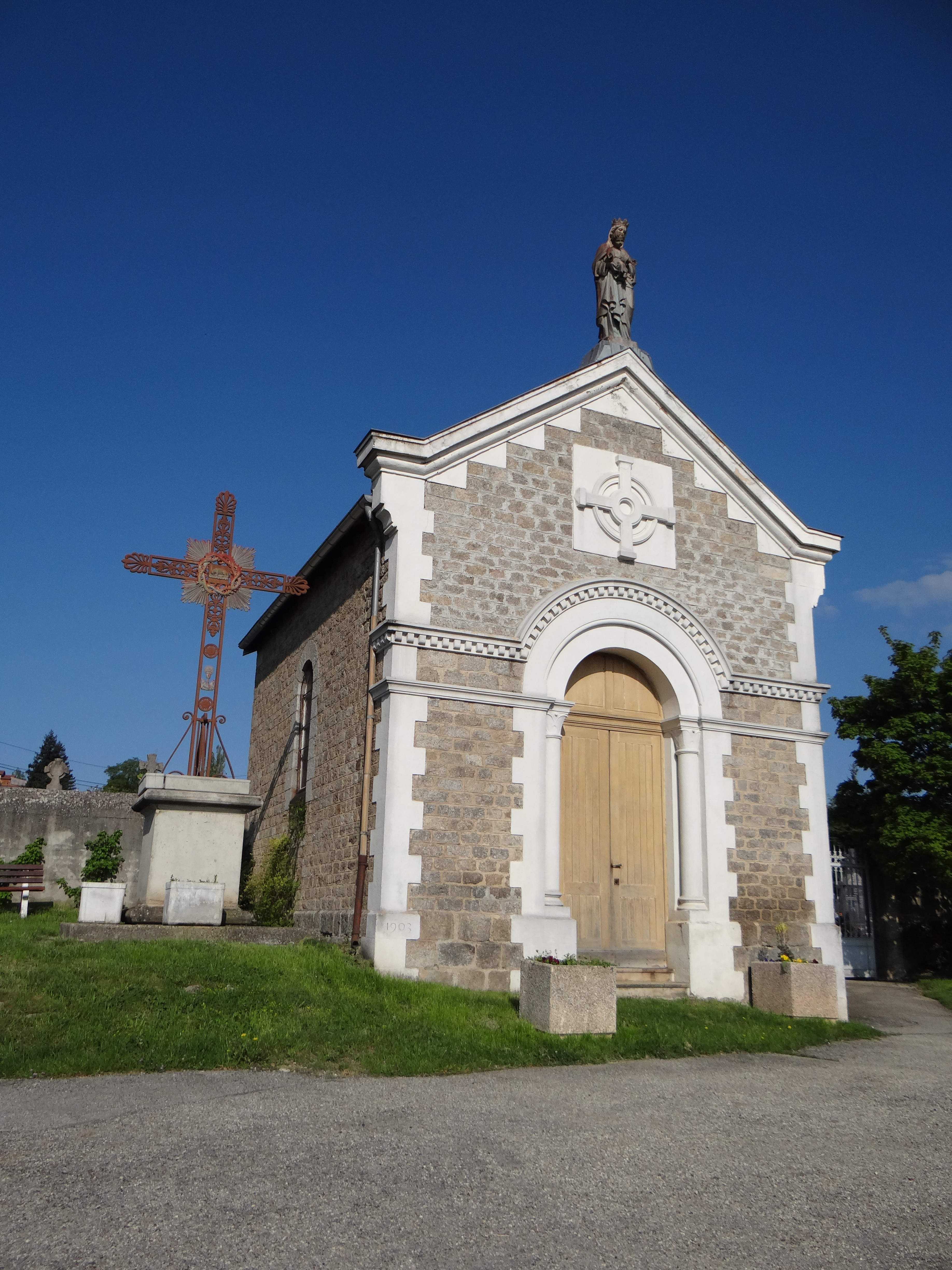
La chapelle Saint-Roch.
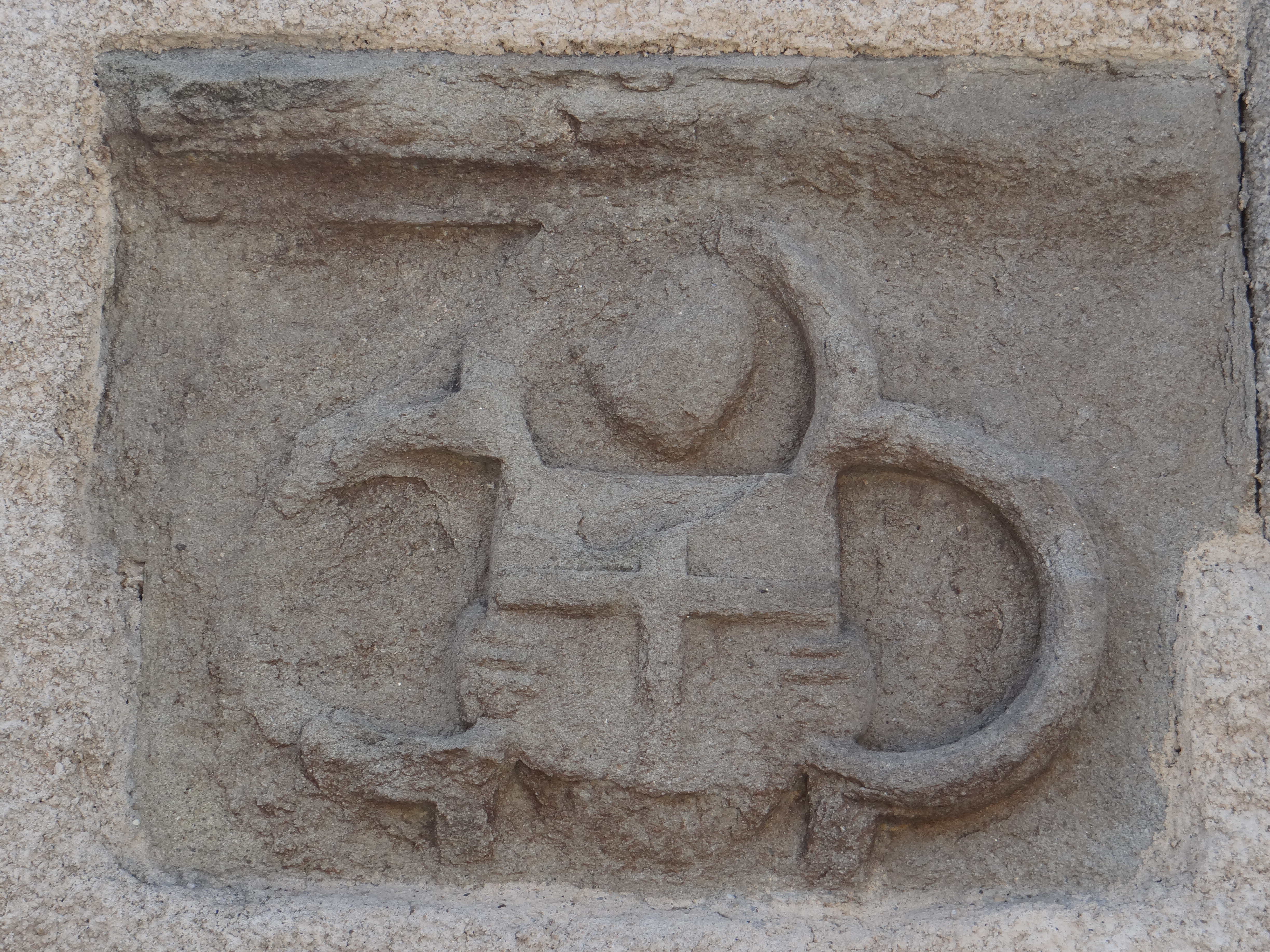
Bas-relief de l'ancien château.
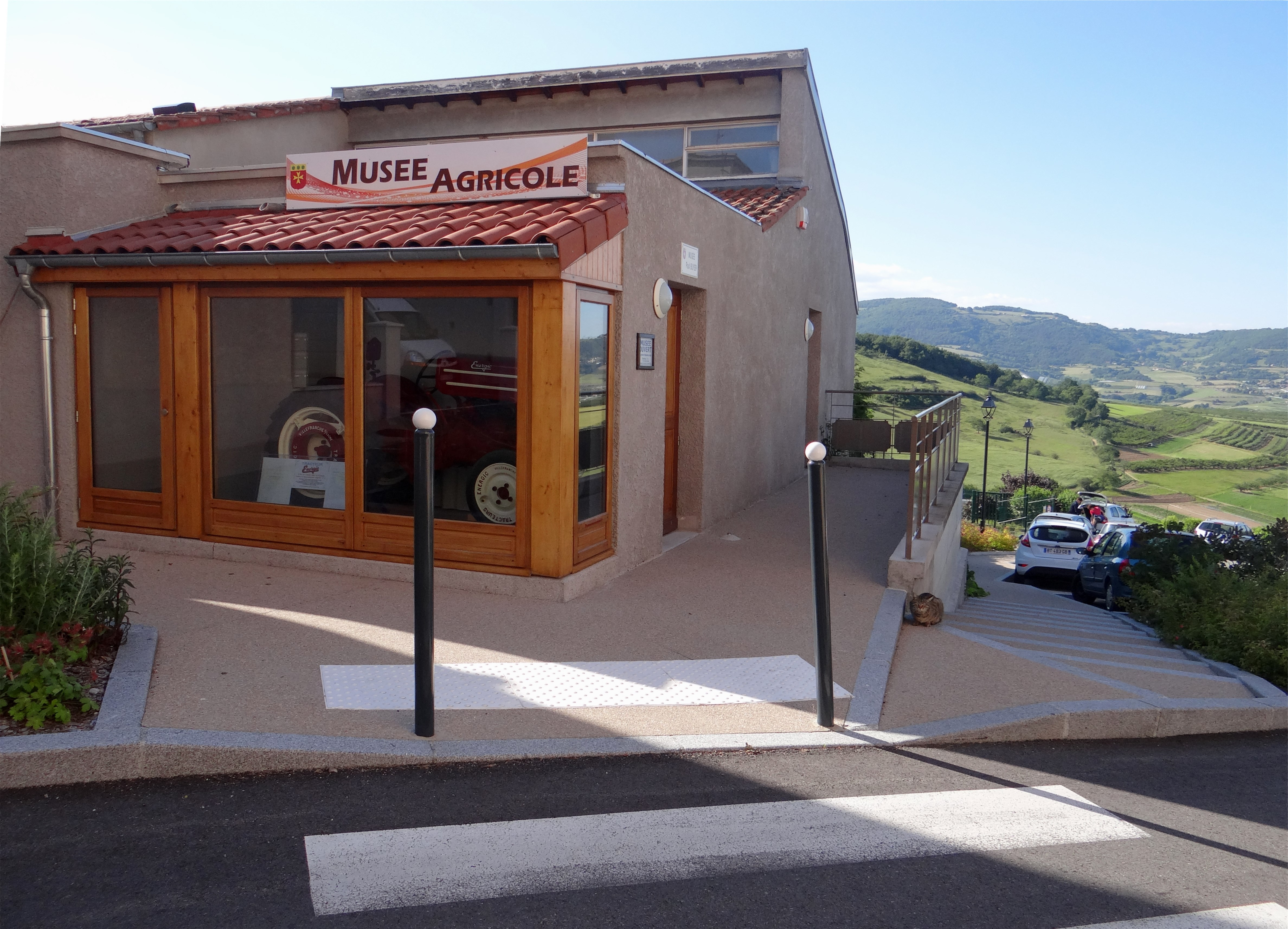
Le musée Paul-Buyer.

### Patrimoine naturel
Par sa situation  aux portes des monts du Lyonnais, la commune de Rontalon est propice à la marche et aux activités de plein air.
Quatre sentiers balisés partent du « parking des Randonneurs » situé dans le centre du bourg. De difficultés et de dénivelés différents, ils offrent une palette de cheminements pour tous les niveaux, de la balade pour les débutants à la randonnée sportive pour les plus confirmés.
Par ailleurs, un sentier botanique d’environ 5,5 km, propose un parcours ludique, accessible  à tous, marcheurs et vététistes, à la découverte de la végétation mais aussi de la faune locale.
Une section du parcours emprunte une partie du chemin de Saint-Jacques-de-Compostelle.

### Cinéma
Le téléfilm La clé des champs réalisé par Bertrand Van Effenterre avec François Berléand a été en partie tourné à Rontalon début 2014. Il a été diffusé sur France 3 le samedi 7 juin 2014.

### Héraldique
| Armes | Les armes de Rontalon se blasonnent ainsi : De gueules à la croix de Malte d'argent, au chef d'or chargé de trois pommes feuillées de sinople. |